# 乳清タンパク質

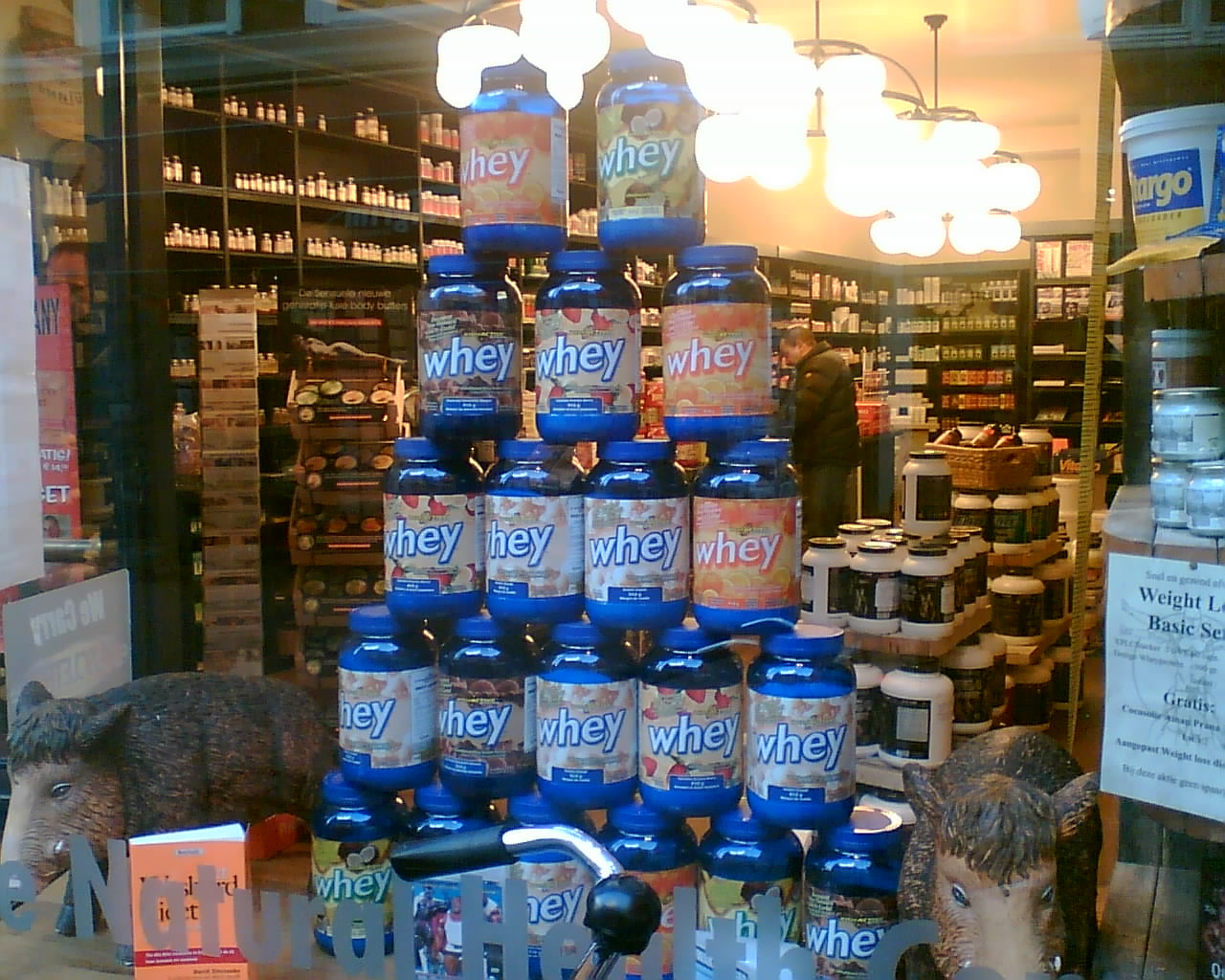
健康食品店で売られる乳清タンパク質

乳清タンパク質（にゅうせいタンパクしつ）またはホエイプロテイン(Whey protein)は、チーズ製造の副産物である乳清（ホエイ）から単離される球状タンパク質の混合物である。
乳清タンパク質はサプリメントとして流通し、代替医療としても用いられている。乳清タンパク質は牛乳アレルギーの原因にもなることがあるが、牛乳の主要なアレルゲンはカゼインである。

## 製造
乳清は、牛乳が凝固する際に残される成分であり、牛乳の全ての可溶成分を含む。ラクトースの5%水溶液にいくつかのミネラルとラクトアルブミンが加わったものである。チーズを加工した後に取り除かれ、脂肪は除去した後、食用に加工される。加工は、単純に乾燥させるか、脂肪やその他の非タンパク質成分が除いてタンパク質の含有量を高める。例えば、膜濾過の後の噴霧乾燥によって、乳清からタンパク質を分離することができる。
乳清は、加熱により変性させることができる。殺菌の際のように72℃以上の高い温度で加熱すると、乳清タンパク質が変性する。元々の乳清タンパク質は、レンネットや酸性化によって凝集することはないが、乳清タンパク質を変性すると、他のタンパク質と疎水相互作用し、ゲルを形成する。熱により変性しても、乳清タンパク質のアレルゲンとしての性質は残る。

## 組成
乳清タンパク質は、乳清から単離される球状タンパク質の混合物である。牛乳に含まれるタンパク質の20%が乳清タンパク質、80%がカゼインであるが、ヒトの母乳では、60%が乳清タンパク質、40%がカゼインである。乳清の固体成分の約10%がタンパク質であり、β-ラクトグロブリン(～65%)、α-ラクトアルブミン(～25%)、ウシ血清アルブミン(～8%)、免疫グロブリン等から構成される。これらは、pHに関わらず、可溶である。
チーズ製造の際に動物のレンネットが使われている可能性が高いため、乳清タンパク質はラクト・ベジタリアンやユダヤ教徒が食べるのには適していない。しかし、非動物系の酵素を用いて、ラクト・ベジタリアン用に特別に作られた製品もある他、カシュルートやハラールの認定を受けた製品もある。

## 乳清タンパク質と筋肉
筋肉肥大における乳清タンパク質サプリメントの効果については、未だ議論がある。ある研究では、乳清タンパク質のサプリメントを摂取することで、しない場合と比べて男性の体の脂肪が少なくなり強度が増したという結果が出ており、別の研究では乳清タンパク質を摂取するグループがカゼインを摂取するグループよりも強度の増加の効果が大きいのは、アミノ酸組成のせいであるという結果が得られた。しかし、乳清タンパク質サプリメントの効果がほとんど、あるいは全くないことを示す研究結果も存在する。サプリメントを摂取する時期は、強度、パワー、体組成にほとんど影響を及ぼさないと考えられている。老人を被験者とした研究では、運動の後にサプリメントを摂取することで、筋肉のタンパク質合成が改善したという結果が得られた。

## 健康効果
乳清タンパク質をアミノ酸源として用い、心臓病、癌、糖尿病等のリスクを減らすことについては、2007時点で研究が実施されているとされる。乳清には、タンパク質合成を促進する分岐アミノ酸が豊富に含まれている。特にロイシンは、タンパク質合成の転写を開始する上で重要な役割を果たしている。乳清タンパク質サプリメント等でロイシンが大量に摂取されると、タンパク質合成が促進され、回復速度が上がったり、運動ストレスに適応できるようになったりする。アトピー性皮膚炎のリスク排除の第一手段として乳児の完全母乳が推奨されており、実施しない場合には、システマティック・レビューによる18の研究はすべて、100%乳清タンパク質の分解乳を用いたほうが、牛乳たんぱく質を原料とする調整粉よりも、アトピー性皮膚炎とアトピー性疾患の発症リスクを低下させていた。
乳清タンパク質は、グルタチオンの合成に関与するシステインを含む。しかし、このアミノ酸はグルタチオンの合成に必須ではなく、ある研究では食物中のシステインの量はグルタチオン合成にはほとんど影響を及ぼさないとされている。しかし、別の研究では、大量の乳清タンパク質は細胞のグルタチオンのレベルを上げるという結果が示された。グルタチオンは、身体をフリーラジカルや毒による損傷から守る抗酸化物質であり、動物実験では、牛乳に含まれるタンパク質が癌のリスクを減らすことが示されている。
非常に強い発癌性物質であり、ミトコンドリアの損傷の主要な原因であるアフラトキシンは、乳清タンパク質やトチバニンジン属抽出物で阻害されることが示されている。しかし、乳清タンパク質自体の中のアフラトキシンの量は、乳清タンパク質を作るのに用いられた無加工牛乳の量を反映していることが示されている。

## 消化の問題
乳清タンパク質粉末の摂取後に、消化器官系の問題を生じる人もいる。症状には、放屁、腫脹、腹痛、疲れ、倦怠感、頭痛、刺激痛等がある。考えられる原因の1つは、濃縮された乳清を摂取した後の乳糖不耐症である。大腸の未消化タンパク質は細菌の餌となり、ガスや脂肪酸の生成に繋がる。